# Острянский, Николай Максимович
Николай Максимович Острянский (1867—1941) — участник Русско-японской, Первой мировой и Гражданской войн на стороне Белого движения, Генерального штаба генерал-майор, начальник штаба Уральского казачьего войска в период 1913—1914 годов.

## Биография
Родился 24 февраля 1867 года в Конотопе, Черниговской губернии. Начальное военное образование получил во Владимирском Киевском кадетском корпусе. В 1884 году поступил в Михайловское артиллерийское училище, по окончании которого в 1887 году, был в чине подпоручика выпущен в Киевскую крепостную артиллерию. В 1889 года произведён в чин поручика. В 1893 году окончил Николаевскую академию Генерального штаба, по 1-му разряду, в этом же году за отличие произведён в чин штабс-капитана.
С мая по ноябрь 1894 года проходил службу в должности старшего адъютанта штаба 2-й пехотной дивизии, затем с ноября 1896 года по июнь 1897 года — старший адъютант штаба 19-го армейского корпуса. В 1895 году произведён в чин капитана. Цензовое командование ротой отбывал в 264-м Лорийском резервном пехотном полку. С июня 1897 года по сентябрь 1898 года — начальник строевого отдела штаба Михайловской крепости.
С 1898 по 1904 год на штаб-офицерских должностях в штабах 9-го, 19-го армейского корпуса, 64-й пехотной резервной бригады. Цензовое командование батальоном отбывал в 6-м Либавском пехотном полку. В марте 1904 года произведён в чин полковника, с формулировкой «за отличие».
Участник русско-японской войны 1904—1905 гг. С июня 1904 года по август 1906 года — начальник штаба 5-й пехотной дивизии, затем с августа 1906 по март 1908 года — в должности начальника штаба 35-й пехотной дивизии. С марта 1908 года по июнь 1913 года — командир 137-го Нежинского пехотного полка. В июне 1913 года произведён в чин генерал-майора, с формулировкой «за отличие» и назначен начальником войскового штаба Уральского казачьего войска.
Участник Первой мировой войны. С ноября 1914 года назначен на должность начальника штаба 15-го армейского корпуса, восстановленного после поражения в Восточной Пруссии. С декабря 1916 года по май 1917 года — командующий 136-й пехотной дивизией, затем был отчислен в резерв чинов при штабе Киевского военного округа.
С 15 апреля 1918 года — в армии УНР, позже в армии Украинской державы. Начальник 8-й пешей дивизии (06.1918-12.10.1918), затем член Военно-учёного комитета при Генеральном штабе Украинской Державы. После падения власти гетмана Скоропадского, оставил службу. По данным «Списка офицеров Генерального штаба за рубежом Советской России», на 1 августа 1922 года он находился в Константинополе. Далее переехал во Францию. В 1928 году поселился в Русском доме в Сент-Женевьев-де-Буа, где и умер в 1941 году. Похоронен на Кладбище Сент-Женевьев-де-Буа.

## Награды
- Орден Св. Станислава 3-й степени с мечами и бантом (1901)
- Орден Св. Анны 3-й степени с мечами и бантом (1907)
- Орден Св. Станислава 2-й степени с мечами (1908)
- Орден Св. Анны 2-й степени с мечами и бантом (1912)
- Орден Св. Станислава 1-й степени с мечами (ВП 04.06.1915)